# 四川麻將
四川麻将，简称川麻，采用四川地区流行的麻将打法，尤其是成都及周边比较盛行的打法。核心是打缺门，刮风下雨，成都计番，流局查卫生（查花猪）。
四川麻将完全按照成都麻将的现行部分规则执行，麻将牌沒有風牌，只有筒、条、万三种序数牌；可碰、槓，不可吃；缺一门才能胡牌；点炮时点炮的一个人负责；胡牌时有杠加分；还剩最后四张时能胡必须胡；有三家胡牌或摸牌结束时游戏结束；黄庄要查叫等。

## 成都麻將
成麻规则是川麻中代表规则，特点如下：
- 只使用筒、條、萬三種共108張牌。
- 血戰到底：1家胡牌後牌局並不結束，剩下未胡牌的繼續打，直到有3家胡或流局。
- 缺一門：胡牌时不能超過兩門否则计诈和。
- 可碰、槓，不可吃。
- 颳風下雨
- 番數计算
  - 0番：素胡（平胡）
  - 1番：斷么九、大对子（碰碰和、对对和）、根（包括槓和四歸一）、槓上炮、金鈎釣（十二落抬）、搶槓、槓上花、海底撈月
  - 2番： 七对子、清一色、全带幺
- 「大番」規則：採用此規則時，除素胡和根外，其他番種價值加1番。
- 打點計算：2^番數（即每1番翻倍），榮胡收取點炮者點數，自摸收取所有未胡牌家點數
- 自摸結算：有2種，採用「自摸加底」時，自摸額外收取1倍底金；採用「自摸加番」時，會直接加1番。
- 花猪与查叫：广东、日本的听称之为“叫”。流局时检查各家牌，如有未缺一门的称之为花猪，按约定赔付。之后检查“叫”与否，未叫的向已叫的按约定赔付。
- 封頂：有2種，一般規則為3番封頂，3番或以上稱「極品」；採用「極中極規則」時4番封頂，3番仍稱「極品」，4番或以上稱「極中極」。網絡麻將平台一般封頂較高，如騰訊歡樂麻將中，除自摸加番、槓上開花、海底撈月外，其他番種最高可累計至8番。
- 花豬玩家需賠給聽牌玩家

成都麻将规定：
做牌的时候，游戏玩家必须从筒、条、万的三色牌中任意打缺一门牌才能胡牌。 　　
1. 标准打法 ：常规的打缺打法，不附加任何的特殊规则。
2. 标准下雨 ：在标准打法的基础上，加入下雨的功能，也就是杠牌。下雨分为明杠和暗杠。
  - 明杠：
    1. 玩家手中有三张一样的牌，其它玩家打出了第四张一样的牌，玩家可以选择杠牌，这种叫做直杠，只收一家的筹码；
    2. 玩家手上已经碰了三张一样的牌，当玩家自己又摸起了第四张一样的牌，这时，玩家也可以选择杠牌，这种叫做绕杠，这种杠牌可以收所有未胡牌家的筹码。

  - 暗杠：玩家有四张一样的牌就可以拿出来进行下雨。这样的杠牌可以收所有未胡牌家的筹码。
  - 下雨點數：直槓和暗槓為直雨 收2倍底分，繞槓為巴雨/彎雨 收1倍底分
3. 标准血战 ：在标准打法的基础上，加入血战的规则。
  - 血战：第一家胡牌以后不停止,其余几家继续打牌,直到剩下最后一家没有胡牌的玩家或者摸完最后一张牌。
4. 血战下雨 ：在标准打法的基础上，同时加上了下雨和血战的功能。在结算时既要结算下雨的筹码，又要结算血战的筹码。

## 断卡根麻将
断卡根麻将是另一种规则的四川麻将，流行于大邑县和崇州市等地。该打法在成都麻将去掉花牌字牌的基础上，更去掉了万子牌，即所打之牌仅有索子和饼子牌，且手牌只有10张，核心打法为断幺。（注意，由于本规则系约定俗成，故存在某些规则各地区甚至人与人之间都会有差异理解。本文标（*）处仅为多数地方执行规则，但实战时请一定要事先协商决定）

### 规则
1. 不需要定座位和定庄家。两人三人四人皆可开始游戏。首局庄家由协商决定，其他局庄家为由上一局首先和牌的人。庄家仅执行甩色子和首个摸牌的操作，和牌时并没有加成。
  - 例外：当上一局在还没有任何人和牌的情况下有人一铳双响或三响，则下一局由放铳家当庄；若上局无人和牌，则庄家不变。
2. 丢色子开门时只跳过色子较小点数幢牌。但是在谁家门前开门规则不变。
  - 如色子点数分别是3、6，则开门时跳过3幢牌而不是3+6=9幢。
3. 配牌时由庄家开始从开门处顺时针拿牌，玩家拿牌顺序为逆时针，轮三圈。每轮拿走的牌个数分别为4张、4张、2张。庄家不跳牌。
4. 不可以吃，但可以碰、杠。杠不分明暗加杠，统统四张牌亮明，并且只要一家有杠，所有还没和牌家统统要交雨钱。
  - 例外：若开杠家荒牌不听则不用付雨钱，但是如果其余三家和了但开杠家没听者同样要付雨钱。
5. 同时采用血战规则，某家和牌后从和牌家的下一家开始行牌，和牌家从此在这一局内退出牌局，不再行牌，不再与牌局发生交互（即从此他家自摸不付钱，他家开杠不赔礼，但是之前的自摸和杠水钱同样要付。）
6. 无番不能和。
7. 不用绝一门。
8. 荒牌时，执行查大叫若有家没听，则须赔付所有听牌家等同于该听牌家所听牌型番种的筹码，且若听多张牌，听张不同导致番型不同时，赔付能导致相对最大的番型的筹码。（赔付高目）
  - 注意：

1. 若有两家不听时，两家都要向每一个听牌家赔付筹码。
2. 不赔付已和牌家筹码
3. 由于查大叫的本质是算未听牌家点听牌家的炮，所以必须自摸才能达成的番种不能被记入（如后文提到的卡）同理，在查叫时如果除去必须自摸才能达成的番（如卡）外无番同样算作无番
4. 若某人形式上听牌了，但是没有番，同样算作不听牌（没有型听）要注意的是，后文提到的请和听牌同样不算听牌。
5. 若有人出现相公，则由相公家代替未听牌家赔付（同时他本人也要赔付）若有多家相公则每一家相公都要赔一次，而未听牌家不赔（*）

9.一局游戏在三家和了之后或荒局时结束。
10.海底牌不能碰杠
11.有类似于日本麻将同巡振听的规则：若因任何原因没有和能和的牌，那么在下一次切牌前不能和牌（包括自摸），但无番的型听和请和见逃不算。

### 得分计算
满番为四番，称为“超叫”，次之为三番“极品”，两番一番无称谓。
注意：各场次的计分方式不一样，本地人通常会用一串4个数或5个数的数字串描述本场次游戏的规模大小：（*）
四个数的数字串：从左到右第几个数字就是在几番时的打点。常用的有1248，5124（注意这个“5”实为“0.5”），另有1234。
五个数的数字串：从左到右的第一个数字原是在允许无番和牌时的规则下无番和的打点，但是由于近年早已不启用无番和规则，连雨水得分和自摸奖分都是用第二个数字，所以第一个数字事实上可以忽略抹去。常用的有51248、35124（注意“3”实为“0.3”“5”实为“0.5”）’另有51246。
铳和只收放铳家的钱
自摸收所有还未和牌家的钱，并且在原有打点上多收一个一番的打点（比如在51248规则中，若以四番自摸和，则实际上每家要交8+1=9点）（*有些规则是加一番，但除自摸外无番的情况不允许和牌）
开杠的雨钱也是一个一番的打点。但是如果开杠家荒局没有听牌，则其他家不用支付雨钱。

### 番种一览

#### 一番
断幺
和牌时手牌没有幺九牌。
卡
分为卡和硬卡
硬卡（荣和限定）
“46”听嵌张“5”。索子饼子皆可。
卡（自摸限定）
自摸时，手上每有一个“456”面子便加一番。
注意必须要是456做面子才算。比如22345678999s便不能算卡。
根
每有一个四合一或杠子加一番。
杠上花
开杠后摸补杠牌和牌。
杠抬炮（杠下炮）
开杠并摸补牌后切任意牌放槍。
注意：触发杠抬炮后，开杠家不能再收雨钱，所有雨钱转移给和牌家。但是放铳家不交雨钱。如果荒局开杠家未听牌，和牌家同样不能收雨钱。与抢杠不同，杠抬炮要记根。（* 若一炮双响，则须商讨）这样的规则在有些地方和手机游戏规则介绍里面称为呼叫转移
抢杠
加杠时其他家和加杠牌。
注意：抢杠则杠不成立，不能算雨钱和根。
海底花
海底牌自摸
海底炮
摸海底牌后切出任意一张牌放铳。
对对和（大对子）
和牌由三个刻子和一个雀头组成

#### 二番
清一色
和牌仅由一种花色（索子、饼子）组成。
请和（自摸限定）
和牌形态由五对牌外加一张单牌组成。请和时要打出那张单牌然后宣布请和。此时等待其他家是否和打出的这张牌。若有人和成，则请和不成功，不算和牌，须在下一轮出牌时再请一次。
1. 请和打出去的单牌不能碰杠
2. 无番也能和请和放铳牌，请和放铳不管和牌家有无番都算超叫四番（或者就把和请和牌当成一个四番番种来看）
3. 请和在荒局查大叫时不算听牌
4. 允许龙请。每有一个根加一番

报胡
庄家摸前11张牌，子家摸前10张牌听牌可选择报胡宣布自己已听牌。（不需要轮到自己的出牌阶段）
报胡后只能摸切，不能换牌，但是可以开杠（明暗杠均可）
报胡后见逃不能再荣和他家只能等自摸（类似于日本麻将中的立直振听）
报胡家放铳则加一番，原本无番者可和牌。若他家自摸时报胡家未和牌，结算番种时对报胡家加一番，其他家不变。（*有些地方是赔双倍，无番者不可和牌）
（*）有些规则下配牌请和听牌（四对子）不允许报胡，有些允许请和听牌报胡。实战时须协商确认。

#### 三番
天和（庄家限定）
庄家11张配牌即和牌。
地报和（子家限定）
子家在之前没有人碰杠，且自己打出第一张牌前铳和或自摸和（不计报胡）。
代幺
全带幺。和牌时所有的面子雀头都带有幺九牌。

#### 四番
将对
和牌时全由“2”“5”“8”组成的对对和。（饼子索子皆可）